# Daniel Fligelman
Daniel Fligelman (ur. 7 listopada 1920 w Aleksandrowie Kujawskim, zm. 1942) – polsko-żydowski archiwista amator związany w trakcie okupacji niemieckiej z grupą Oneg Szabat w getcie warszawskim.

## Życiorys
Pochodził z Aleksandrowa Kujawskiego, gdzie przyszedł na świat jako syn Jankiela Icka vel Izydora oraz Azali z domu Strzyg. Jego ojciec był właścicielem sklepu oraz składu i należał do miejscowej elity kupieckiej. Prawdopodobnie już w dzieciństwie młody Fligelman ze względu na dobrą sytuację rodzinną zdołał odebrać staranne wykształcenie. Do wybuchu II wojny światowej Daniel Fligelman posiadał status studenta kierunku humanistycznego. Po wybuchu wojny Fligelman opuścił rodzinne miasto i jako uchodźca znalazł się w getcie warszawskim, gdzie został prawdopodobnie zauważony przez Hersza Wassera i za jego sprawą nawiązał współpracę z grupą Oneg Szabat za którą dostawał skromne honoraria. Zajmował się on spisywaniem, kopiowaniem i redagowaniem relacji przy czym posługiwał się pseudonimami „Fligar” i „Fligel”. Teksty spisywał głównie w języku polskim. Wśród zebranych i zredagowanych przez niego relacji znalazły się te dotyczące prześladowań Żydów w miasteczkach na północnym Mazowszu, świadectwa z obozów pracy przymusowej, pierwsze opisy masowych mordów popełnionych przez Niemców i ich współpracowników (głównie Litwinów) w Wilnie i Słonimiu latem 1941 roku, a także relacja Arie Wilnera.
Daniel Fligelman zginął prawdopodobnie w trakcie wielkiej akcji deportacyjnej w getcie latem 1942 roku. Jego teksty i opracowane przez niego relacje zachowały się w odnalezionej we wrześniu 1946 roku pierwszej części archiwum Oneg Szabat. Amerykański historyk Samuel Kassow, uznał Fligelmana na podstawie zachowanych tekstów za „jednego z najważniejszych pracowników Archiwum”.
Wiele szczegółów z krótkiego życia Daniela Fligelmana pozostaje nieznanych, doczekał się on jednak w 2020 roku biogram w publikacji Oni tworzyli historię. Aleksandrowski słownik biograficzny. Tom II powstałej we współpracy Urzędu Miejskiego w Aleksandrowie Kujawskim z Miejską Biblioteką Publiczną im. Marii Danilewicz-Zielińskiej. Autorem biogramu był Przemysław Nowicki.